# Pedro Gonçalves
Pedro António Pereira Gonçalves, más conocido como Pedro Gonçalves o Pote, (Vidago, 28 de junio de 1998) es un futbolista portugués que juega de centrocampista en el Sporting C. P. de la Primeira Liga.

## Trayectoria
Fichó por el Wolverhampton Wanderers F. C. en 2017, después de haber pasado por los juveniles del Valencia C. F.
En 2019 fichó por el F. C. Famalicão, equipo recién ascendido a la Primeira Liga, convirtiéndose tanto él como su equipo en una de las revelaciones de la competición.
En verano de 2020 fichó por el Sporting C. P., equipo con el que logró alzarse con el título de liga, en 2021, y fue el máximo goleador de la competición, después de hacer veintitrés goles.

## Selección nacional
Ha sido internacional sub-18 y sub-20 con la selección de fútbol de Portugal, y en la actualidad es internacional sub-21, después de debutar el 4 de septiembre de 2020 en un partido de clasificación para la Eurocopa Sub-21 de 2021, que terminó con victoria 4 a 0 sobre la selección de Chipre.
En mayo de 2021, y después de haber sido el máximo goleador de la Primeira Liga 2020-21, fue convocado con la selección portuguesa absoluta para la Eurocopa 2020. Debutó el 4 de junio en un amistoso sin goles ante España.

## Estadísticas

### Clubes
Actualizado al último partido disputado el 5 de noviembre de 2024.
| Club                                     | Div.          | Temporada     | Liga  | Liga  | Liga   | Copas nacionales | Copas nacionales | Copas nacionales | Copas internacionales | Copas internacionales | Copas internacionales | Total | Total | Total  |
| Club                                     | Div.          | Temporada     | Part. | Goles | Asist. | Part.            | Goles            | Asist.           | Part.                 | Goles                 | Asist.                | Part. | Goles | Asist. |
| ---------------------------------------- | ------------- | ------------- | ----- | ----- | ------ | ---------------- | ---------------- | ---------------- | --------------------- | --------------------- | --------------------- | ----- | ----- | ------ |
| Wolverhampton Wanderers F. C. Inglaterra | 1.ª           | 2018-19       | —     | —     | —      | 1                | 0                | 0                | —                     | —                     | —                     | 1     | 0     | 0      |
| Wolverhampton Wanderers F. C. Inglaterra | Total club    | Total club    | 0     | 0     | 0      | 1                | 0                | 0                | 0                     | 0                     | 0                     | 1     | 0     | 0      |
| F. C. Famalicão Portugal                 | 1.ª           | 2019-20       | 33    | 5     | 5      | 7                | 2                | 2                | —                     | —                     | —                     | 40    | 7     | 7      |
| F. C. Famalicão Portugal                 | Total club    | Total club    | 33    | 5     | 5      | 7                | 2                | 2                | 0                     | 0                     | 0                     | 40    | 7     | 7      |
| Sporting C. P. Portugal                  | 1.ª           | 2020-21       | 32    | 23    | 3      | 4                | 0                | 1                | 1                     | 0                     | 0                     | 37    | 23    | 4      |
| Sporting C. P. Portugal                  | 1.ª           | 2021-22       | 27    | 8     | 9      | 9                | 3                | 0                | 5                     | 4                     | 1                     | 41    | 15    | 10     |
| Sporting C. P. Portugal                  | 1.ª           | 2022-23       | 33    | 15    | 11     | 7                | 2                | 1                | 11                    | 3                     | 1                     | 51    | 20    | 13     |
| Sporting C. P. Portugal                  | 1.ª           | 2023-24       | 32    | 11    | 12     | 8                | 4                | 2                | 9                     | 3                     | 2                     | 49    | 18    | 16     |
| Sporting C. P. Portugal                  | 1.ª           | 2024-25       | 7     | 4     | 4      | 1                | 1                | 1                | 3                     | 0                     | 2                     | 11    | 5     | 7      |
| Sporting C. P. Portugal                  | Total club    | Total club    | 131   | 61    | 39     | 29               | 10               | 5                | 29                    | 10                    | 6                     | 189   | 81    | 50     |
| Total carrera                            | Total carrera | Total carrera | 164   | 66    | 44     | 37               | 12               | 7                | 29                    | 10                    | 6                     | 230   | 88    | 57     |

## Palmarés

### Títulos nacionales
| Título                      | Club           | País     | Año  |
| --------------------------- | -------------- | -------- | ---- |
| Copa de la Liga de Portugal | Sporting C. P. | Portugal | 2021 |
| Primeira Liga               | Sporting C. P. | Portugal | 2021 |
| Supercopa de Portugal       | Sporting C. P. | Portugal | 2021 |
| Copa de la Liga de Portugal | Sporting C. P. | Portugal | 2022 |
| Primeira Liga               | Sporting C. P. | Portugal | 2024 |
| Primeira Liga               | Sporting C. P. | Portugal | 2025 |
| Copa de Portugal            | Sporting C. P. | Portugal | 2025 |

### Títulos internacionales
| Título                      | Club (*)              | Sede     | Año  |
| --------------------------- | --------------------- | -------- | ---- |
| Liga de Naciones de la UEFA | Selección de Portugal | Alemania | 2025 |

(*) Incluyendo la selección.

### Distinciones individuales
| Distinción                          | Año  |
| ----------------------------------- | ---- |
| Máximo goleador de la Primeira Liga | 2021 |